# Distrito electoral federal 4 de Yucatán

Integración del Distrito IV de Yucatán.

El IV Distrito Electoral Federal de Yucatán es uno de los 300 Distritos Electorales en los que se encuentra dividido el territorio de México y uno de los 5 en los que se divide el Yucatán. Su cabecera es la ciudad de Mérida.
Desde la redistritación de 2005 está formado por la mitad sureste del Municipio de Mérida.

## Distritaciones anteriores

### Distritación 1996 - 2005
Su territorio estaba formado por la mitad este del Municipio de Mérida.

## Diputados por el distrito
- LI Legislatura
  - (1979 - 1982): Roger Milton Rubio Madera (PRI)
- LII Legislatura
  - (1982 - 1985): Dulce María Sauri Riancho (PRI)
- LIII Legislatura
  - (1985 - 1988): Wilbert Chi Góngora (PRI)
- LIV Legislatura
  - (1988 - 1991): Eric Rubio Barthell (PRI)
- LV Legislatura
  - (1991 - 1994): Ignacio Mendicuti Pavón (PRI)
- LVI Legislatura
  - (1994 - 1997): Tuffy Gaber Arjona (PRI)
- LVII Legislatura
  - (1997 - 2000): Edgar Ramírez Pech (PAN)
- LVIII Legislatura
  - (2000 - 2003): Miguel Ángel Gutiérrez Machado (PAN)
- LIX Legislatura
  - (2003 - 2006): Virginia Baeza Estrella (PAN)
- LX Legislatura
  - (2006 - 2009): Edgar Ramírez Pech (PAN)[3]
  - (2009): Dolores del Socorro Rodríguez Sabido (PAN)
- LXI Legislatura
  - (2009 - 2011): Rolando Zapata Bello (PRI)[4]
  - (2011 - 2012): Daniel Jesús Granja Peniche (PRI)
- LXII Legislatura
  - (2012 - 2015): Raúl Paz Alonzo (PAN)
  - (2015): Imelda Noemy Pacheco González (PAN)
- LXIII Legislatura
  - (2015 - 2018): Francisco Alberto Torres Rivas (PRI)
- LXIV Legislatura
  - (2018 - 2021): Elías Lixa Abimerhi (PAN)
- LXV Legislatura
  - (2021 - 2024): Cecilia Patrón Laviada (PAN)